# (33001) 1997 CU29
(33001) 1997 CU29, também escrito como (33001) 1997 CU29, é um cubewano. Tem um perélio de 41,660 UA e um afélio de 45,134 UA. Seu diâmetro é de cerca de 211 km. Foi descoberto em 6 de fevereiro de 1997 por David C. Jewitt, Jane Luu, Chad Trujillo e Jun Chen no Observatório Mauna Kea, Havaí.